# 王秀珍 (1952年)
王秀珍（1952年—），女，汉族，河北冀州人，中华人民共和国政治人物，曾任河北省衡水市人大常委会副主任，第十一届全国人民代表大会河北地区代表。

## 生平
王秀珍毕业于河北农业大学土壤改良专业。2008年起担任第十一届全国人大代表。